# Neozvenella
Neozvenella is een geslacht van rechtvleugeligen uit de familie krekels (Gryllidae). De wetenschappelijke naam van dit geslacht is voor het eerst geldig gepubliceerd in 2004 door Gorochov.

## Soorten
Het geslacht Neozvenella omvat de volgende soorten:
- Neozvenella ablata Gorochov, 2004
- Neozvenella aucta Gorochov, 2004
- Neozvenella bona Gorochov, 2004
- Neozvenella hildebrandti Gorochov, 2004
- Neozvenella modesta Gorochov, 2006
- Neozvenella picta Gorochov, 2004
- Neozvenella sikorai Gorochov, 2004